# 謝六逸
謝六逸（しゃ ろくいつ、1898年8月12日 - 1945年8月8日）は、中華民国の編集者、文学研究者。1920年代という早い時代に日本文学を中国に紹介した。

## 略歴
謝六逸は、貴州省貴陽に生まれた。名は光燊（こうしん、Guāngshēn）で、六逸は字。官費留学生として日本にわたり、1919年に早稲田大学政治経済科に入学した。谷崎精二に学んだという。1922年に卒業後、帰国して上海の商務印書館に勤務した。同年、文学研究会の機関誌である『小説月報』に「西洋小説発達史」を連載している。1925年に『万葉集』の歌を選んで翻訳したものを『文学週報』に発表した。これは中国で最初に『万葉集』の翻訳を公刊したものであった。
1926年に復旦大学の新聞学部を創立し、その主任をつとめた。
日中戦争がはじまると故郷の貴州に戻った。1945年に貴陽で病死した。

## 主な著作
- 『日本文学』(開明書店、1927。1929年に増補版を出版[3])
- 『神話学ABC』（世界書局（中国語版）、1928）
- 『日本文学史』（北新書局、1929。2冊）
- 『日本文学』(上海商務印書館、1929）
- 『范某的犯罪』（現代書局、1929）

志賀直哉「范の犯罪」ほか6篇の翻訳。
- 『近代日本小品文選』（大江書舗、1929）